# Linards
Linards település Franciaországban, Haute-Vienne megyében. Lakosainak száma 1004 fő (2022. január 1.). Linards Roziers-Saint-Georges, Saint-Méard, Châteauneuf-la-Forêt, Glanges, Neuvic-Entier és Saint-Bonnet-Briance községekkel határos.

## Népesség
A település népességének változása:
| Lakosok száma | 1085 | 1070 | 1126 | 1057 | 1043 | 1030 | 1016 | 1011 | 1004 |
|               | 2013 | 2015 | 2016 | 2017 | 2018 | 2019 | 2020 | 2021 | 2022 |